# بيوتر أدامشيك
بيوتر أدامشيك (بالبولندية: Piotr Adamczyk)‏ هو ممثل بولندي، ولد في 21 مارس 1972 بوارسو في بولندا.

## وصلات خارجية
- بيوتر أدامشيك على موقع IMDb (الإنجليزية)
- بيوتر أدامشيك على موقع ألو سيني (الفرنسية)
- بيوتر أدامشيك على موقع ميوزك برينز (الإنجليزية)
- بيوتر أدامشيك على موقع أول موفي (الإنجليزية)
- بيوتر أدامشيك على موقع قاعدة بيانات الفيلم (الإنجليزية)
- بيوتر أدامشيك على موقع كينوبويسك (الروسية)